# Cerastium vagans
Cerastium vagans är en nejlikväxtart som beskrevs av Richard Thomas. Lowe. Cerastium vagans ingår i släktet arvar, och familjen nejlikväxter. Utöver nominatformen finns också underarten C. v. ciliatum.